# Акайомова Наталія Олександрівна
Наталія Олександрівна Акайомова (Пищикова) (нар. 30 серпня 1939, Київ, УРСР СРСР — пом. 2010, Київ (?), Україна) — радянський і український режисер монтажу та режисер-документаліст.

## Життєпис
Дочка відомого українського оператора Олександра Пищикова (1905—1986).
Закінчила Київський державний університет (1964).
У 1960-і роки викладала курс лекцій з монтажу студентам кінофакультету Театрального інституту ім. І. К. Карпенко-Карого.
Працювала на Київській кіностудії ім. О. Довженка. Змонтувала більшість легендарних українських стрічок: «Криниця для спраглих», «Вечір на Івана Купала» (1968), «Білий птах з чорною ознакою», «Вавилон ХХ» та ін.
Режисер документального фільму про видатного українського кінооператора Данила Демуцького «Нехай святиться ім'я твоє» (1992—1993).
Кінооператор Б. В. Вержбицький в статті, присвяченій 20-річчю картини, згадує, що Н. О. Акайомова багато років працювала над цією кінострічкою, але тільки на початку 90-х з'явилася можливість дозняти і змонтувати її. Над озвученням працював Богдан Ступка, музику написали композитори В. Пацукевич і М. Каландьонок.

У картині брав участь режисер Сергій Параджанов. Також, до стрічки увійшла унікальна зйомка, яку режисирував Параджанов у гостях у Валентини Михайлівни Демуцької.
Н. О. Акайомова пішла з життя в 2010 році.

## Фільмографія
Режисер-документаліст:
- «Нехай святиться ім'я твоє» (1992—1993)

Режисер монтажу:
- «Хочу вірити» (1965, реж. Микола Мащенко)
- «Криниця для спраглих» (1965, реж. Юрій Іллєнко)
- «Всюди є небо» (1966, реж. Микола Мащенко)
- «Вечір на Івана Купала» (1968, реж. Юрій Іллєнко)
- «Комісари» (1969, реж. Микола Мащенко)
- «Білий птах з чорною ознакою» (1970, реж. Юрій Іллєнко)
- «Наперекір усьому» (1972, реж. Юрій Іллєнко)
- «Випадкова адреса» (1972, реж. Ігор Вєтров)
- «Стара фортеця» (1972—1973, т/с, у співавт.; реж. М. Бєліков, О. Муратов)
- «Весілля» (1973, Філмскі студіо Титоград (Югославія) — к.ст. ім. О. Довженка (СРСР), реж. Р. Шаранович)
- «Білий башлик» (1974, реж. В. Савельєв)
- «Пам'ять землі» (1977, реж. Б. Савченко, Б. Івченко)
- «Напередодні прем'єри» (1978, реж. Олег Гойда)
- «Вавилон ХХ» (1979, реж. Іван Миколайчук)
- «Продається ведмежа шкура» (1980, т/ф, реж. О. Ітигілов),
- «Така пізня, така тепла осінь» (1981, реж. Іван Миколайчук)
- «Інспектор Лосєв» (1982, 3 с, у співавт. з Р. Лорман; реж. Олег Гойда)
- «Петля» (1983, 3 с, у співавт. з Євгенією Головач; реж. Олег Гойда)
- «Повернення з орбіти» (1983, реж. О. Сурин)
- «Які ж ми були молоді» (1985, реж. М. Бєліков)
- «Прем'єра у Сосновці» (1986, т/ф, реж. А. Микульський)
- «В далеку путь» (1989, реж. Олесь Янчук)
- «Важко бути богом» (1989, у співавт.; реж. Петер Фляйшман, Німеччина—СРСР—Франція—Швейцарія)
- «Відьма» (1990, реж. Галина Шигаєва)
- «Дамський кравець» (1990, реж. Леонід Горовець)
- «Голод-33» (1991, реж. Олесь Янчук)
- «Тримайся, козаче!» (1991, реж. Віктор Семанів)
- «Афганець» (1991, у співавт. з Євгенією Головач; реж. О. Мазур)
- «Атентат — Осіннє вбивство в Мюнхені» (1995, реж. Олесь Янчук)
- «Двійник» (1995, реж. Артур Гураль, Олексій Майстренко)
- «Нескорений» (2000, реж. Олесь Янчук)
- «Залізна сотня» (2004, реж. Олесь Янчук)
- «Інцидент» (український варіант — «Жах») (2006, к/м, реж. М. Слабошпицький)
- «Приблуда» (2007, реж. В. Ямбурський)
- «Владика Андрей» (2008, реж. Олесь Янчук) та ін.